# Albatrellaceae
Albatrellaceae Nuss, 1980 è una famiglia di funghi appartenente all'ordine Russulales.

## Generi di Albatrellaceae
Il genere tipo è Albatrellus Gray, 1821. Gli altri generi inclusi sono:
- Albatrellopsis
- Albatrellus
- Jahnoporus
- Leucogaster
- Leucophleps
- Mycolevis
- Polyporoletus
- Scutiger

## Sinonimi
- Polyporaceae sottofamiglia Albatrelloideae Pouzar, Folia geobot. phytotax. 1: 358 (1966)
- Leucogastraceae Moreau ex Fogel, Canadian Journal of Botany 57 (16): 1723 (1979)